# Bréry
Bréry är en kommun i departementet Jura i regionen Bourgogne-Franche-Comté i östra Frankrike. Kommunen ligger i kantonen Sellières som tillhör arrondissementet Lons-le-Saunier. År 2018 hade Bréry 224 invånare.

## Befolkningsutveckling
Antalet invånare i kommunen Bréry
Referens:INSEE